# 유건 (임악헌후)
유건(劉建, ? ~ ?)은 전한 중기의 제후로, 중산정왕의 손자이다.

## 생애
원봉 6년(기원전 105년), 아버지 유광의 뒤를 이어 임악후(臨樂侯)에 봉해졌다.
시호를 헌(憲)이라 하였고, 아들 유고가 작위를 이었다. 유건의 사망 시기는 알 수 없으나, 사마천이 《사기》를 집필할 당시에는 생존해 있었다.

## 출전
- 사마천, 《사기》 권21 건원이래왕자후자연표
- 반고, 《한서》 권15상 왕자후표 上

| 선대 아버지 임악약후 유광 | 전한의 임악후 기원전 105년 ~ ? | 후대 아들 임악열후 유고 |